# بهار أباد (صحرا بردسكن)
بهار أباد (بالفارسية: بهارآباد) هي قرية تقع في إيران في قسم صحرا الريفي.